# Segolstorpshöjden
Segolstorpshöjden är ett naturreservat i Säffle kommun i Värmlands län.
Området är naturskyddat sedan 2006 och är 141 hektar stort. Reservatet omfattar flera höjder där höjder med Segolstorpshöjden vid västra stranden av Fjällsjön är den högsta. I området finns också mindre sjöar och våtmarker. Reservatet består av naturskogsartad gammal barrskog med inslag av lövträd. 